# 纳卡错
纳卡错也称纳木卡错（藏語：ནམ་མཁའ་མཚོ，威利转写：nam mkha' mtsho，THL：Namkha Tso），位于中国西藏自治区那曲市境内，地跨班戈县和双湖县。湖面海拔4534米，面积16.8平方公里。湖区年均气温-2℃，年均降水量约300毫米。湖水主要依靠地表径流补给，集水区面积1180.2平方公里。